# Drekoci
Drekoci (albanska: Drekoci, serbiska: Drajkovce) är en by i Kosovo. Den ligger i kommunen Shtërpca. Enligt den senaste folkräkningen år 2011 fanns det 106 invånare.

## Demografi
| Demografi | 2011 |
| --------- | ---- |
| albaner   | 39   |
| serber    | 67   |